# Юніорська збірна Південної Кореї з хокею із шайбою
Юніорська збірна Південної Кореї з хокею із шайбою  — національна юніорська команда Південної Кореї, що представляє країну на міжнародних змаганнях з хокею із шайбою. Опікується командою Федерація хокею Південної Кореї, команда постійно бере участь у чемпіонаті світу з хокею із шайбою серед юніорських команд. Серед досягнень чемпіонські звання на чемпіонаті Азії та Океанії 1998 та 2001 років.

## Досягнення
Чемпіон Азії та Океанії (2 рази) — 1998 та 2001 років.

## Результати

### Чемпіонат Азії та Океанії до 18 років
| - 1984 — 3 місце - 1985 — 2 місце - 1986 — 3 місце - 1987 — 5 місце - 1988 — 3 місце - 1989 — 2 місце - 1990 — 3 місце - 1991 — 4 місце - 1992 — 4 місце | - 1993 — 3 місце - 1994 — 2 місце - 1995 — 4 місце - 1996 — 2 місце - 1997 — 3 місце - 1998 — 1 місце - 1999 — 2 місце - 2000 — 2 місце - 2001 — 1 місце |

2002 року не брала участь.

### Чемпіонати світу з хокею із шайбою серед юніорських команд
- 2002 — 1 місце Дивізіон ІІІ
- 2003 — 1 місце Дивізіон ІІ Група А
- 2004 — 6 місце Дивізіон І Група В
- 2005 — 1 місце Дивізіон ІІ Група А
- 2006 — 6 місце Дивізіон І Група В
- 2007 — 2 місце Дивізіон ІІ Група В
- 2008 — 2 місце Дивізіон ІІ Група А
- 2009 — 1 місце Дивізіон ІІ Група А
- 2010 — 5 місце Дивізіон І Група А
- 2011 — 6 місце Дивізіон І Група В
- 2012 — 1 місце Дивізіон ІІ Група А
- 2013 — 6 місце Дивізіон І Група В
- 2014 — 2 місце Дивізіон ІІ Група А
- 2015 — 1 місце Дивізіон ІІ, Група А
- 2016 — 6 місце Дивізіон І, Група В
- 2017 — 4 місце Дивізіон ІІ, Група А
- 2018 — 4 місце Дивізіон ІІ, Група А
- 2019 — 5 місце Дивізіон ІІ, Група А
- 2022 — 1 місце Дивізіон ІІ, Група А
- 2023 — 4 місце Дивізіон І, Група В
- 2024 — 5 місце Дивізіон І, Група В
- 2025 — 3 місце Дивізіон І, Група В